# Basketbola klubs Barons Rīga
Il Basketbola Kluba Barons/LMT è un club lettone di pallacanestro della città di Riga. Fondato nel 1991.
Per la prima volta nella sua storia nel campionato lettone 2007-08 ha vinto la finale dei play-off al meglio delle 7 partite per 4-1 contro l'ASK Riga.
Nel 2008 è arrivato in finale di FIBA EuroCup contro la squadra belga del Mons-Hainaut, battendola per 63-62 e vincendo il suo primo titolo europeo.

## Palmarès
- Campionato lettone: 2

2007-08, 2009-10
- FIBA EuroCup: 1

2007-08